# Fabien Namias
Pour les articles homonymes, voir Namias.
Fabien Namias, né le 16 novembre 1972 à Paris 14e, est un journaliste politique français.
Il était, depuis 2013, directeur de la rédaction et directeur général d'Europe 1, mais à partir de 2016, s'est consacré à sa fonction de directeur de l'information de cette station de radio.
Il est le patron de LCI de 2018 à 2024 puis devient directeur général de BFM TV en octobre 2024.

## Biographie

### Famille
Fils du journaliste Robert Namias et Nicole Halimi, il est issu d'une famille juive originaire de Salonique. Son arrière-grand père, propriétaire d'un magasin de tissus, est arrivé en France en 1914. Il est le frère aîné de l'homme d'affaires et énarque Nicolas Namias et le beau-fils de la productrice de télévision Anne Barrère, seconde épouse de son père.

### Carrière
Il est diplômé de Sciences Po Aix (1996) et du centre de formation des journalistes (1999).
De 1999 à 2004, il est journaliste politique à LCI.
En 2004, il rejoint le service politique d’Europe 1 et en devient chef du service politique en 2008. Il est nommé en 2009 directeur adjoint de la rédaction.
En octobre 2010, il quitte Europe 1 pour France 2 où il est nommé rédacteur en chef des services politique et économie.
Le 13 mai 2012, il annonce qu'il retourne travailler à Europe 1. En juillet 2012, Fabien Namias est nommé directeur de la rédaction d’Europe 1, puis devient, le 6 mai 2013, directeur général de cette station.
Le 12 décembre 2016, face aux difficultés rencontrées par Europe 1 en termes d'audience, Fabien Namias est remplacé par Richard Lenormand dans ses fonctions de directeur général. Il conserve toutefois le poste de directeur de l'information, et remplace, à compter de janvier 2017, Jean-Pierre Elkabbach pour l'interview politique quotidienne de la matinale de la station.
Le 19 janvier 2017, il anime, avec David Pujadas et Léa Salamé, le troisième débat de la primaire présidentielle de la Belle Alliance populaire, opposant les sept candidats, organisé par France 2, Europe 1 et les partenaires de presse quotidienne régionale.
Le 5 février 2017, après le départ de Jean-Pierre Elkabbach, il récupère la présentation de l'émission Le Grand Rendez-Vous.
En juillet 2017, il est licencié par Europe 1. En 2023, au terme d'une longue procédure, il obtient 411 500 euros de dédommagement pour ce renvoi qu'il estimait « humiliant »,.
Son arrivée sur LCI est annoncée dans la foulée de son licenciement. Il tient un édito dans la matinale de Pascale de La Tour du Pin, et réalise l'interview politique du jour dans 24h Pujadas, l'info en questions de David Pujadas. À partir du 18 janvier 2018, il est nommé directeur général adjoint de la chaîne auprès de Thierry Thuillier.
En juillet 2024, il démissionne de LCI pour rejoindre Altice Média (qui vient d'être racheté par CMA CGM)  et plus précisément  BFM TV . Il est nommé directeur général de la chaîne en remplacement de Marc-Olivier Fogiel. Il prend ses fonctions à la tête de BFM TV le 2 octobre 2024.